# さがみ (補給艦)
さがみ（ローマ字：JS Sagami, AOE-421）は、海上自衛隊の補給艦。艦名は相模湖に由来する。同型艦は無し。

## 来歴
海上自衛隊では、昭和35年度計画で給油艦「はまな」を建造して、洋上補給能力の整備に着手した。同艦は1962年の就役以降、遠洋航海部隊への給油等の実任務をこなす一方で、海自唯一の給油艦として艦隊の洋上給油訓練に従事した。これによって艦隊の洋上補給技術は飛躍的に向上し、高脅威度環境での悪天候・夜間の洋上補給を安全に実施しうるレベルに達していた。しかし同艦1隻では、艦隊に対する補給任務を行うには手が回りきらず、限界があった。
一方、海自は、昭和42年度から昭和46年度を対象とする第3次防衛力整備計画において、護衛艦隊の編成として8艦6機体制を採択し、体制充実を図っていた。これに伴い、護衛艦が大型化して船舶燃料の需要が増大しただけでなく、航空機搭載艦の登場によって航空燃料の補給も必要となった。さらにミサイル護衛艦の登場とアスロック対潜ミサイルの配備進展に伴い、これらのミサイルの補給も求められるようになったが、これらは「はまな」では対応不可能であった。これらの情勢を受けて、「はまな」の建造後16年目にして、2隻目の補給艦として計画されたのが本艦である。

## 設計

### 船体

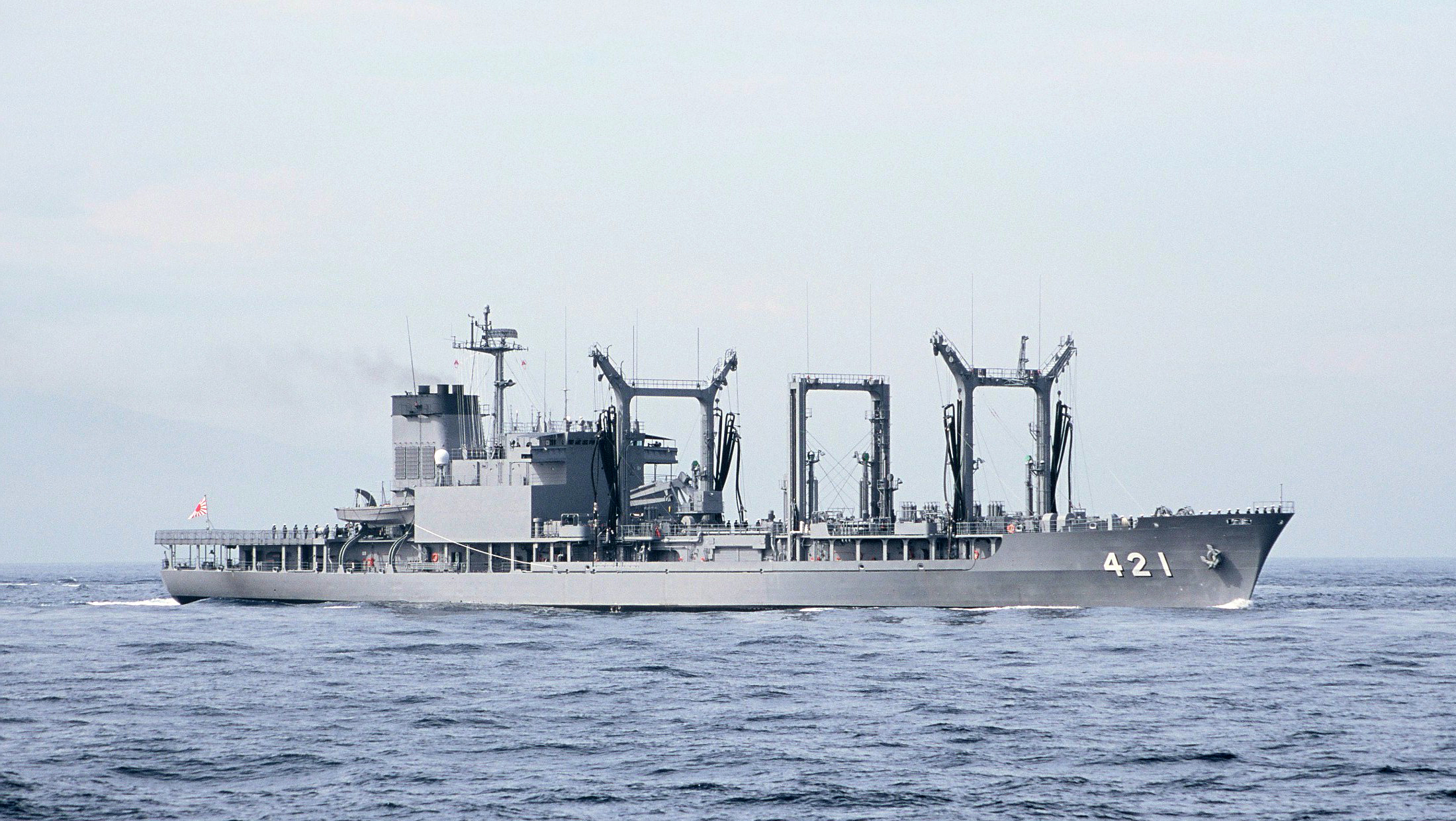
平成12年度自衛隊観艦式 部隊訓練における「さがみ」

船型は、「はまな」では凹甲板型とされていたのに対し、本艦では船首楼型とされた。「はまな」では独立した航海艦橋が船首楼に設置されていたのに対して、機械室および煙突と一体化した艦橋構造物を船体中央やや後部寄りに設置したセミアフト・エンジン型タンカーとしての配置が採用されている。このため機械室は艦橋構造物の直下に設けられており、またその直後にはボイラー室が設けられている。
船首楼の後端からはじまる主甲板（第1甲板）はそのまま艦尾まで続いている。また船首楼の直後に連続して、艦橋構造物を挟んで艦尾まで1層の甲板室が設けられ、その上面の01甲板も全通甲板となっている。艦橋構造物前方の01甲板は作業甲板とされている。一方、後方の部分はヘリコプター甲板とされており、HSS-2ヘリコプターの発着が可能であった。艦橋構造物は主甲板から数えて5層構造とされており、居住区画はここに集中配置されている。一方、船体内には3層の甲板が設けられているが、船体中部は船艙区画とされており、これらの甲板を全通させて、液体補給品やバラスト水を収容するためのタンクが設けられている。

### 機関
速力は、「はまな」の16ノットに対して22ノットと、6ノットの向上が図られている。これは、当時のアメリカ海軍が、両用艦・支援艦部隊の最大速力を20ノット以上に向上させつつあったことに倣った措置であった。このため、主機関としては、大出力の三菱重工業12DRV35/44ディーゼルエンジン（9,250馬力/570rpm）が搭載された。これは、三菱重工と三井造船（現三井E&Sホールディングス）の協力を受けて、1967年から1976年にかけて技術研究本部で開発されていたものであり、きたかみ型（35DE）以来採用されてきた12UEV30/40をもとに拡大して出力を倍増させた2サイクルV型12気筒中速ディーゼルエンジンであった。元来は護衛艦用として開発されており、世界水準を大きく上回る大出力機関であったが、完成したときには既にガスタービン主機の時代が到来していたことから、12DRVの採用は本艦のみとなって護衛艦には搭載されず、V型6気筒とした派生型の6DRVも「いしかり」（52DE）・ゆうばり型（54DE）の3隻に搭載されたのみとなった。また本艦の12DRVについては、黒煙発生の問題と低速時の安定性に問題が指摘されていた。
発電機としては、出力600キロワットのものが4基、いずれも機関室に装備された。また機械室直後のボイラー室には、貨油ポンプの駆動などに必要な蒸気を発生するため、2胴型の水管ボイラーが設置された。蒸気性状は、圧力15.5 kgf/cm2 (220 lbf/in2)、温度215℃であった。

## 能力

### 補給機能
補給機能は「はまな」と比べて大きく強化されており、弾薬の洋上移送に対応するとともに、全体的に自動化・省力化が考慮されて、以後の補給艦のもとになった。なお、これらの補給作業を統括する荷扱所は、主甲板（第1甲板）レベルの甲板室の中央部に設けられていたが、乾舷が低いために荒天時には主甲板上も波が洗うことも多く、作業に支障をきたすこともあった。
洋上補給関連装備を稼働するための補機類は、最も高い防爆性が求められる貨油ポンプのみが蒸気駆動とされた以外は電気油圧式とされており、これらを含めて全て蒸気駆動式としていた「はまな」と比べて操作性は大きく向上した。

#### 洋上移送
洋上移送装置の中核となるのが、船楼後端から艦橋構造物までのあいだの主甲板に設けられた3基の補給用門型ポストであり、各ポストの左右両舷が補給ステーションとなっている。右舷側最前部のものが1番補給ステーションとされ、その左舷側が2番、以後後方に向かって順番に番号が振られている。なお、配員上の制約から、同時に補給作業を行うのは2個ステーションが限度であった。
1・2番および5・6番ステーションは液体貨物用であり、短いブームが外舷上方に張り出している。蛇管接続方式としては、4個ステーションとも世界標準のプローブ方式に対応していたものの、護衛艦の側がまだフランジ方式の艦が多かったことから、当初は2個ステーションがプローブ方式で、残り2個ステーションにフランジが装着されて運用された。送油ポンプの力量は10キロリットル毎分であった。また後方の5・6番ステーションは、航空燃料（JP-5）の給油にも対応しており、艦船用燃料ホースと航空燃料ホースの2本がセットになって装備されている。航空燃料ホースの接続はフランジ式、送油ポンプの力量は3.5キロリットル毎分である。洋上給油法としては、「はまな」と同様にスパン・ワイヤを用いたストリーム法を採用している。一方、3・4番ステーションは、物品（ドライ・カーゴ）の輸送用のハイライン・ステーションとされている。補給方式は、アメリカ海軍ではFAST（Fast Automatic Shuttle Transfer）と呼称されており、主としてスライディング・ブロック、トロリー、トラベリング・サーフによって構成される。これによって、本艦は初めて弾薬の洋上移送に対応した。
これらの補給ステーションには、ラムテンショナーが初めて設置されている。これは油圧と圧縮空気を利用した空気ばね式の張力緩衝装置であり、給油時のスパン・ワイヤーやドライ・カーゴ移送時のハイラインは、これを介してウィンチに巻かれることで、常に安定した状態になるよう張力を調整することができる。

#### 物資格納
船首楼後端から艦橋構造物前端までの船艙区画は、補給用門型ポストにあわせて船艙区画は3分割されているが、いずれも、基本的には外舷部を貨油タンクとして、中央部を貨油タンクないし弾薬格納所としている。搭載量は、艦船用燃料（軽油）が約4,500キロリットル、航空燃料（JP-5）が約220キロリットル、糧食が約4万食と推測されている。「はまな」と比して、排水量にして5割以上増加しているにもかかわらず、艦船用燃料の搭載量は1割増にとどまってるが、これは弾薬格納所が相当の容積を必要としたためである。
中央部のうち、前部の区画は弾薬格納所とされており、3層の甲板とその直上の甲板室にそれぞれ第1－4弾薬格納所が設けられている。これらの弾薬格納所は第1昇降機によって連絡している。なお、艦尾側の第2甲板には修理部品格納所が設けられており、ここと第1甲板を連絡する第2昇降機が設置されている。また第1甲板上には、第2昇降機と荷扱所、また荷扱所の両舷を連絡するコンベアが設置されている。弾薬の洋上補給は本艦で初めて試みられたことから、弾薬格納所での格納はワイヤを使用した人力式、弾薬格納所から昇降機、荷扱所への移送は天井クレーン方式としているが、手動の部分が大きく、所要時間の短縮と作業の簡素化は不十分であったため、発展型のとわだ型では、それぞれ効率化したダネージ方式とサイドフォーク方式に改められた。
弾薬格納所の後方の2個区画は、船体内の全層を通じて貨油タンクが設けられているが、船体寸法上の制約から、この2個タンクはバラスト・タンクを兼用せざるをえなかったため、補給作業後にはバラスト水を注入しなければ復原性基準を満足しなくなり、またバラスト・タンクとして使ったあとには、油水分離機を使って、海水と油が混じったバラスト水を排出するという作業が必要になった。一方、第1－4補給ステーション直下にはそれぞれ1つずつの外舷部タンクが設けられているのに対して、第5・6補給ステーション直下の外舷部タンクは、航空燃料を扱う必要からさらに3分割されている。

### 自衛機能
レーダーは、「はまな」ではXバンドの航海レーダー（当初はOPS-4、のちにOPS-9）が装備されていたのに対し、本艦では、より長距離探知が可能なCバンドのOPS-18対水上捜索レーダーが装備された。これは当時の護衛艦では標準的装備であった。
一方、「はまな」では自衛用の機銃が装備されていたのに対し、本艦は非武装とされている。計画時には、35mm連装機銃の後日装備が検討されていたが、これは実現しなかった。ただし1989年には、Mk.137チャフ・フレア発射機が旗甲板に、艦橋ウィング下の甲板室を拡張して機器室と弾庫が後日装備されている。

## 比較
|              |            | 14,500トン型     | ましゅう型       | とわだ型    | さがみ                                                | はまな                       |
| ------------ | ---------- | ---------------- | ---------------- | ----------- | ----------------------------------------------------- | ---------------------------- |
| 船体         | 基準排水量 | 14,500 t（予定） | 13,500 t         | 8,100 t     | 5,000 t                                               | 2,900 t                      |
| 船体         | 満載排水量 | 不明             | 25,000 t         | 12,100 t    | 11,600 t                                              | 7,550 t                      |
| 船体         | 全長       | 不明             | 221 m            | 167 m       | 146 m                                                 | 128 m                        |
| 船体         | 全幅       | 不明             | 27 m             | 22 m        | 19 m                                                  | 15.7 m                       |
| 主機         | 機関       | 不明             | ガスタービン     | ディーゼル  | ディーゼル                                            | ディーゼル                   |
| 主機         | 出力       | 不明             | 40,000 ps        | 26,000 hp   | 18,500 hp                                             | 5,000 hp                     |
| 主機         | 速力       | 不明             | 24 kt            | 22 kt       | 22 kt                                                 | 16.1 kt                      |
| 兵装         | 砲熕       | 不明             | ―                | ―           | ―                                                     | 40mm連装機銃×1基             |
| ヘリ運用機能 | 搭載容量   | 不明             | 格納庫なし       | 格納庫なし  | 格納庫なし                                            | 格納庫なし                   |
| ヘリ運用機能 | 甲板       | 不明             | あり             | あり        | あり                                                  | ―                            |
| 補給機能     | 貨油タンク | 不明             | あり             | あり        | あり                                                  | あり                         |
| 補給機能     | 搭載物資   | 不明             | 貨油10,000 t近く | 貨油5,700 t | - 艦船用燃料4,500 KL - ジェット燃料220 kL - 糧食4万食 | - 貨油4,000 kL - 真水1,000 t |
| 補給機能     | 洋上補給   | 不明             | 可能             | 可能        | 可能                                                  | 可能                         |
| 医療機能     | 病床       | 不明             | 46床             | ―           | ―                                                     | ―                            |
| 医療機能     | 集中治療室 | 不明             | あり             | ―           | ―                                                     | ―                            |
| 同型艦数     | 同型艦数   | 未定             | 2隻              | 3隻         | 1隻（退役）                                           | 1隻（退役）                  |

## 艦歴

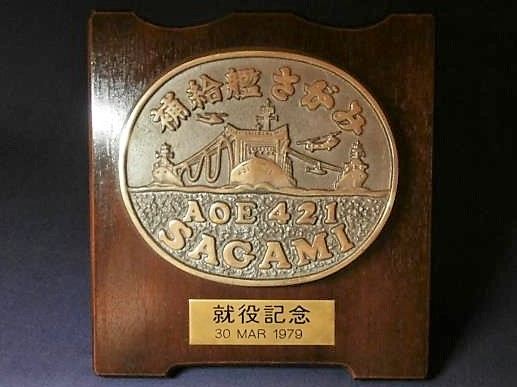
就役記念盾

「さがみ」は、第4次防衛力整備計画に基づく昭和51年度計画補給艦4011号艦として、日立造船舞鶴工場で1977年9月28日に起工され、1978年9月4日に進水、1979年3月30日に就役し、自衛艦隊に直轄艦として編入され呉に配備された。
本艦は、優れた補給能力と高速性から、護衛艦隊の評価も非常に高かった。このため、昭和59年度計画より、本艦をもとに大幅に発展されたとわだ型3隻が建造されて、各護衛隊群に補給艦を1隻ずつ割り振ることが可能な体制が整備された。
1988年7月6日、海自初にして最大の機関室火災に見舞われた。四国沖を20ノットで航行中の22時40分ごろ、1号主機4番シリンダーの連接棒ボルトの折損が発生し、これを契機に機関室右舷側から出火した。燃料および遠隔操縦用油による油火災であったこともあって火勢が強く、消火作業は難航した。機関室の直前の船艙には貨油タンクが設けられていることもあり、一時は最悪の事態も危惧されたが、7波に渡って消火チームを投入しての必死の消火活動が奏効し、発災後1時間20分の午前0時過ぎに鎮火に成功した。また主機起動用圧縮空気タンクが被害を免れたことから、午前2時に主発電機を再起動して、午前4時には2号主機の再起動にも成功し、呉への独力帰港を果たした。なおこの消火作業の際に、1名が一酸化炭素中毒で意識不明に陥ったが、付近を航行していた護衛艦の艦載機によって地上の病院に搬送し、事なきを得ている。
その後、9月末から実施される昭和63年度海上自衛隊演習に参加するため臨時修理を行い同演習には片軸のまま参加し任務を完遂した。
1994年6月24日、とわだ型の3艦とともに護衛艦隊に直轄艦として編入され、1995年3月16日定係港が佐世保に転籍。
とわだ型とは異なり、PKOやインド洋における洋上給油活動等の海外派遣任務を担うことは無かったが、2004年10月から約40日間にわたり、建造中のましゅう型補給艦2番艦「おうみ」に艤装員として配置予定の女性自衛官16名の研修を支援した。30年近く海上自衛隊に在籍した「さがみ」だが、老朽化に伴い「おうみ」の就役と同日の2005年3月3日に除籍された。総航程は602,903浬（地球約28周相当）、総給油回数は4,132回、総給油量は436,296キロリットルにのぼった。

### 歴代艦長
| 代       | 氏名     | 在任期間                | 出身校・期            | 前職                                          | 後職                                               | 備考                           |
| 艤装員長 | 艤装員長 | 艤装員長                | 艤装員長              | 艤装員長                                      | 艤装員長                                           | 艤装員長                       |
| -------- | -------- | ----------------------- | --------------------- | --------------------------------------------- | -------------------------------------------------- | ------------------------------ |
| -        | 藏本恒造 | 1978.9.2 - 1979.3.29    | 海兵75期              | はまな艦長                                    | さがみ艦長                                         |                                |
| 艦長     |          |                         |                       |                                               |                                                    |                                |
| 01       | 藏本恒造 | 1979.3.30 - 1980.4.15   | 海兵75期              | さがみ艤装員長                                | 海上自衛隊東京業務隊付 →1980.7.16 退職             |                                |
| 02       | 片岡克彦 | 1980.4.16 - 1982.3.15   | 広島大・ 4期幹候      | 第1海上訓練指導隊副長 兼 訓練部長             | 第11護衛隊司令                                     |                                |
| 03       | 山口善松 | 1982.3.16 - 1984.2.9    | 防大1期               | 開発指導隊群司令部付                          | 第1海上訓練指導隊司令                              |                                |
| 04       | 上田誠也 | 1984.2.10 - 1986.4.1    | 防大1期               | ひえい艦長                                    | 佐世保地方総監部防衛部                             | 2等海佐                        |
| 05       | 山下 忠  | 1986.4.2 - 1989.3.15    | 長崎大・ 10期幹候     | ひえい艦長                                    | 第3海上訓練指導隊司令                              | 就任時2等海佐 1986.7.1 1等海佐 |
| 06       | 新田有信 | 1989.3.16 - 1990.3.5    | 同志社大・ 13期幹候   | 第1海上訓練指導隊船務科長                     | 海上自衛隊第1術科学校教育第2部長                   | 就任時2等海佐 1989.7.1 1等海佐 |
| 07       | 石井泰彦 | 1990.3.6 - 1990.12.14   | 防大6期               | 第2海上訓練指導隊付                           | 横須賀基地業務隊補充部付                           | 2等海佐                        |
| 08       | 可児義昭 | 1990.12.15 - 1992.10.11 | 防大8期               | 第1海上訓練指導隊                             | 横須賀基地業務隊補充部付                           | 2等海佐                        |
| 09       | 佐野純弘 | 1992.10.12 - 1993.7.15  | 防大11期              | 第2海上訓練指導隊付                           | 横須賀基地業務隊補充部付                           | 2等海佐                        |
| 10       | 阿部好晴 | 1993.7.16 - 1995.12.17  | 防大11期              | 第2海上訓練指導隊副長 兼 指導部長             | 護衛艦隊司令部幕僚                                 | 2等海佐                        |
| 11       | 山下公正 | 1995.12.18 - 1997.7.31  | 防大11期              | くらま艦長                                    | 横須賀戦術訓練装置運用隊司令                       |                                |
| 12       | 米永 譲  | 1997.8.1 - 1998.12.7    | 防大13期              | 舞鶴地方総監部監察官                          | 第4海上訓練指導隊司令                              |                                |
| 13       | 伊藤修一 | 1998.12.8 - 2000.3.29   | 北海学園大・ 22期幹候 | 第3海上訓練指導隊副長 兼 指導部長 兼 砲術科長 | 海上自衛隊中央調査隊長                             | 就任時2等海佐 1999.7.1 1等海佐 |
| 14       | 松田茂則 | 2000.3.30 - 2002.3.31   | 防大16期              | さわかぜ艦長                                  | 佐世保基地業務隊司令                               | 就任時2等海佐 2000.7.1 1等海佐 |
| 15       | 影山博文 | 2002.4.1 - 2003.1.27    | 防大20期              | 海上自衛隊第1術科学校主任教官 兼 研究部員     | 舞鶴基地業務隊補充部付 →2003.2.5 ましゅう艤装員長  |                                |
| 16       | 御厨清志 | 2003.1.28 - 2004.1.19   | 愛知工大・ 25期幹候   | 阪神基地隊副長                                | 佐世保基地業務隊補充部付 →2004.2.19 おうみ艤装員長 |                                |
| 17       | 久和清幸 | 2004.1.20 - 2005.3.3    | 防大17期              | 佐世保海上訓練指導隊付                        | 佐世保海上訓練指導隊                               | 2等海佐                        |